# Facundo Zárate (hockey)
Facundo Julio Zárate (Córdoba, Argentina, 31 de julio de 2000) es un deportista argentino, jugador de hockey sobre césped, medalla de bronce con la Selección Argentina en los Juegos Olímpicos de la Juventud Buenos Aires 2018.

## Trayectoria
Su carrera deportiva la inició en el año 2008 en el Jockey Club Córdoba, donde ganó varios torneos locales que organiza la Federación Amateur Cordobesa de Hockey sobre Césped, entre ellos el de 2018 en categoría juveniles. También, en el 2018 obtuvo el campeonato local en categoría mayores.
Con la selección cordobesa fue subcampeón en sub-16 (2016), sub-18 y sub-21 (2017-2018).
En los Juegos Olímpicos de la Juventud formó parte del seleccionado argentino "Los Leoncitos" que consiguió la medalla de bronce en la modalidad Hockey 5s con siete partidos ganados y sólo uno perdido. Facundo Zárate fue goleador del torneo con 11 tantos.
| Instancia         | vs.       | Resultado | Goles |
| ----------------- | --------- | --------- | ----- |
| Fase de Grupo     | Zambia    | 6-2       | 0     |
| Fase de Grupo     | Vanuatu   | 18-0      | 3     |
| Fase de Grupo     | Polonia   | 5-2       | 0     |
| Fase de Grupo     | Malasia   | 4-2       | 1     |
| Fase de Grupo     | México    | 3-0       | 1     |
| Cuartos de final  | Bangladés | 5-0       | 3     |
| Semifinal         | India     | 1-3       | 1     |
| Medalla de Bronce | Zambia    | 4-0       | 2     |

## Premios
- 2018 - Premio Estímulo La Voz del Interior[7]